# 东双河镇
东双河镇，是中华人民共和国河南省信阳市浉河区下辖的一个乡镇级行政单位。

## 行政区划
东双河镇下辖以下地区：
新区社区、土寨村、付河村、响山村、徐洼村、黄楼村、彭洼村、保民村、白庙村、塘埂村、杜河村、敖湾村、双河村、左店村、王店村、周庙村、翟洼村、刘畈村、马店村和何湾村。

## 交通
- 京广铁路：东双河站